# Nuthetes
Nuthetes destructor
Genre
Espèce
Nuthetes est un nom de genre éteint, à la validité douteuse, de dinosaures théropodes, pouvant appartenir à la famille des Dromaeosauridae. Ses restes fossiles, très limités, ont été découverts dans le Berriasien moyen (Crétacé inférieur) de la formation de Lulworth en Angleterre.
Une seule espèce est rattachée au genre : Nuthetes destructor, décrite par Richard Owen en 1854.

## Historique
L'holotype, référencé DORCM G 913, est représenté par un fragment d'os dentaire gauche, long d'environ 7,7 centimètres, et neuf dents.
En 2006, une dent découverte dans le Berriasien de Cherves-de-Cognac en Charente (France) a été attribuée à Nuthetes sp.

## Classification

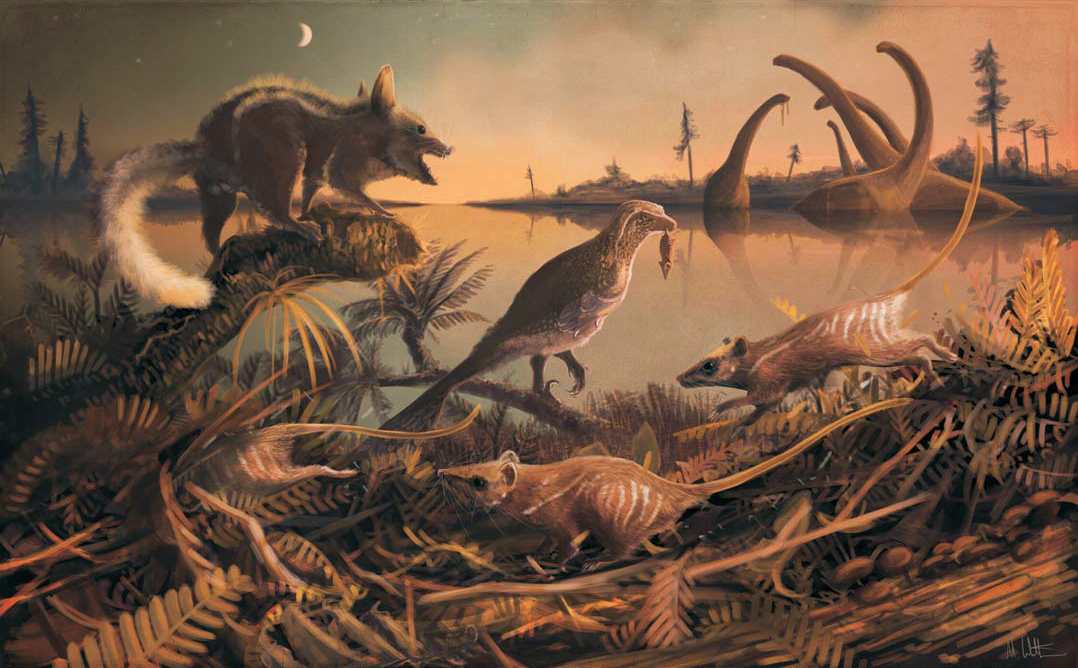
Dessin de Nuthetes au centre ayant capturé un petit mammifère du genre Durlstotherium.

Richard Owen a d'abord considéré Nuthetes comme un  lézard ou un varan avant d'indiquer qu'il s'agissait d'un  crocodilien. Ce n'est qu'en 1878 que Richard Lydekker en fait un dinosaure.
En 2002, Angela Milner le décrit comme un spécimen subadulte de dromaeosauridé, ce qui est confirmé par Stewman en 2004 qui précise même qu'il s'agit d'un dromaeosauridé de la sous-famille des vélociraptorinés.
En 2010 cependant, Rauhut, Milner et Moore-Fay attirent l'attention sur la grande similitude que l'on observe entre les dents du tyrannosauroide basal Proceratosaurus et celles des dromaeosauridés vélociraptorinés. Ces auteurs recommandent la plus grande prudence pour l'attribution de dents isolées découvertes dans le Jurassique supérieur ou le Crétacé inférieur à des dromaeosauridés, remettant ainsi en cause les attributions précédentes.
En 2017, dans une publication décrivant deux nouveaux genres de mammifères euthériens (Durlstotherium et Durlstodon), découverts sur le même site que l'holotype de Nuthetes, Steven C. Sweetman, Grant Smith et David M. Martill ajoutent une illustration montrant un « Nuthetes » sous la forme d'un petit dromaeosauridé ayant capturé un petit mammifère dans un paysage évoquant le paléoenvironnement du Purbeckien.